# U-32 (1937)
U-32 – niemiecki okręt podwodny (U-Boot) typu VII A z okresu II wojny światowej. Okręt wszedł do służby w 1937.

## Historia
Odbył 9 patroli bojowych spędzając w morzu 181 dni. Zatopił 20 jednostek o łącznej pojemności 116.836 BRT; uszkodził 4 statki (32.274 BRT) i jeden okręt – krążownik lekki HMS „Fiji” (8.000 t, 1 września 1940).
28 października 1940 zatopił zmobilizowany liniowiec „Empress of Britain”, uszkodzony wcześniej w ataku lotniczym. Była to największa jednostka zatopiona podczas całej wojny przez U-Booty.
Zatopiony 30 października 1940 na północny zachód od Irlandii, na pozycji 55.37N, 12.19W, przez brytyjskie niszczyciele: HMS „Harvester” i HMS „Highlander”. Zginęło 9 członków załogi, uratowano 33 wraz z dowódcą Hansem Jenischem, którzy dostali się do niewoli.

## Przebieg służby
- 15.04.1937 – 31.12.1939 – 2. Flotylla U-Bootów Saltzwedel w Wilhelmshaven (okręt bojowy)
- 01.01.1940 – 30.10.1940 – 2. Flotylla U-Bootów Saltzwedel w Wilhelmshaven / Lorient (okręt bojowy)
- 30.10.1940 – zatopiony

Dowódcy
15.04.1937 – 15.08.1937 – Kptlt. Werner Lott

01.09.1937 – 11.02.1940 – Kptlt. Paul Büchel

12.02.1940 – 30.10.1940 – Oblt Hans Jenisch
Kptlt. – Kapitänleutnant (kapitan marynarki), Oblt – Oberleutnant zur See (porucznik marynarki)